# Hampton (Arkansas)
Hampton é uma cidade localizada no estado americano de Arkansas, no Condado de Calhoun.

## Demografia
Segundo o censo americano de 2000, a sua população era de 1579 habitantes.
Em 2006, foi estimada uma população de 1503, um decréscimo de 76 (-4.8%).

## Geografia
De acordo com o United States Census Bureau, a localidade tem uma área de 7,8 km², sem área coberta por água. Hampton localiza-se a aproximadamente 61 m acima do nível do mar.

## Localidades na vizinhança
O diagrama seguinte representa as localidades num raio de 32 km ao redor de Hampton.